# Калипсо (корвет, 1845)
«Калипсо» — 18-пушечный парусный корвет Черноморского флота Российской империи. Участник Крымской войны.

## Описание корвета
Один из двух парусных корветов типа «Андромаха». Длина судна составляла по сведениям из различных источников от 36,8 до 37,5 метра, ширина — 11,4 метра, осадка — 4,5 метра, экипаж состоял из 190 человек. Вместе с корветом «Андромаха», «Калипсо» был одним из двух 18-пушечных корветов, построенных корабельным мастером И. В. Машкиным в Николаеве. Вооружение корвета состояло из восемнадцати 24-фунтовых карронад и четырех 3-фунтовых медных фальконетов.

## История службы
Корвет был заложен в июне 1840 года в Николаеве и после спуска на воду в сентябре 1845 года вошел в состав Черноморского флота.
В 1846—1848, 1851 и 1852 годах выходил к берегам Кавказа в составе отрядов и по два—три месяца в году принимал участие в практических плаваниях в Чёрном море с эскадрами кораблей Черноморского флота. В 1849 году был отправлен в Грецию в распоряжение русского посольства, где находился до 1850 года. В составе отряда контр-адмирала Ф. М. Новосильского выходил в крейсерство к берегам Кавказа с марта по июль 1853 года. C 17 сентября по 2 октября принимал участие в перевозке войск 13-й пехотной дивизии из Севастополя в Сухум-Кале, в составе эскадры вице-адмирала П. С. Нахимова. При этом на корвете было перевезено 250 солдат и офицеров Брестского полка.
Принимал участие в Крымской войне. 26 октября 1853 года доставил предписание начальника Главного морского штаба адмирала князя А. С. Меншикова «брать и разрушать турецкие военные суда» в расположение эскадры вице-адмирала П. С. Нахимова, находившейся в это время в крейсерстве в Чёрном море, после чего вернулся в Севастополь. До декабря 1853 года занимал брандвахтенный пост в Одессе. В марте 1854 года корвет вернулся в Севастополь, где вошел в состав эскадры защиты рейда и до августа занимал позицию у входа на рейд. С сентября 1854 года находился в Корабельной бухте, а большая часть экипажа распределена по береговым позициям. 27 августа 1855 года корвет «Калипсо» был затоплен на Севастопольском рейде при оставлении города гарнизоном. После войны при расчистке Севастопольской бухты был поднят 11 марта 1859 года и продан.

## Командиры корвета
Командирами корвета в разное время служили:
- В. И. Буткевич (1846—1848 годы).
- Г. А. Вевель фон Кригер (1849—1850 годы).
- Л. И. Долман (с 1851 по сентябрь 1852 года).
- И. Л. Стронский (с сентября 1852 года).
- Ф. С. Керн (по октябрь 1853 года).
- Л. А. Исаков (с октября 1853 года по 13 сентября 1854 года).
- Н. Ф. Юрьев (с 13 сентября 1854 года по август 1855 года).